# Ines Høysæter Asserson
Ines Høysæter Asserson (* 2001) ist eine norwegische Film- und Theaterschauspielerin.

## Leben
Ihr TV-Debüt gab Asserson in der NRK-Serie Jenter, in der sie in zwei Folgen mitspielte. Es folgten weitere kleinere Serien- und Filmrollen, bevor sie in Harajuku ihre erste Hauptrolle in einem Spielfilm übernahm. Der Film erschien im November 2018 und brachte ihr im darauffolgenden Jahr eine Nominierung beim norwegischen Filmpreis Amanda in der Kategorie „Beste Hauptdarstellerin“ ein. Ihre erste größere Serienrolle erhielt sie in der belgisch-niederländischen Fantasyserie Die Erben der Nacht. Im Jahr 2020 wirkte Asserson an der Aufführung von Til ungdommen, einem Theaterstück basierend auf dem gleichnamigen Buch von Linn Skåber, am Oslo Nye Teater mit. Für ihre Leistung bei der Aufführung wurde sie beim norwegischen Theaterpreis Heddaprisen in der Kategorie für die beste Schauspielerin in einer Nebenrolle nominiert.
Im 2022 erschienenen Netflix-Film Royalteen spielte sie eine der Hauptfiguren., auch an der Fortsetzung Royalteen: Prinzessin Margrethe im Folgejahr war sie beteiligt. In Nr. 24 (2024) stellte sie Reidun Andersen, eine norwegische Widerstandskämpferin während des Zweiten Weltkriegs, dar. Mit einer Rolle in der 2024 erstmals ausgestrahlten neunten Staffel der schottischen Krimiserie Mord auf Shetland, wirkte sie erneut an einer Produktion außerhalb von Norwegen mit.

## Auszeichnungen
- 2019: Amanda, Nominierung in der Kategorie „Beste Hauptdarstellerin“ (für Harajuku)[7]
- 2020: Heddaprisen, Nominierung in der Kategorie „Beste Schauspielerin, Nebenrolle“ (für Til ungdommen)[8]

## Filmografie (Auswahl)
- 2013–2014: Jenter (Fernsehserie, 2 Folgen)
- 2015: Skam (Fernsehserie, 2 Folgen)
- 2016: Again
- 2017: Min venn Marlon (Fernsehserie, 2 Folgen)
- 2018: Harajuku
- seit 2019: Die Erben der Nacht (Fernsehserie, 26 Folgen)
- 2022: Royalteen
- 2023: Royalteen: Prinzessin Margrethe
- 2024: Softshell
- 2024: Nr. 24
- 2024: Mord auf Shetland (Fernsehserie, 4 Folgen)